# Египатска музика
Музика је била саставни део египатске културе од антике у Египту. Египатска музика је имала значајан утицај на развој старогрчке музике, а преко Грка је била важна и за развој раноевропске музике све до средњег века. Због хиљадама година дуге доминације Египта над својим суседима, египатска култура, укључујући музику и музичке инструменте, била је веома утицајна у околним регионима; на пример, инструменти за које се у Библији тврди да су свирали стари Јевреји, сви су египатски инструменти како је утврдила египтологија. Египатска модерна музика се сматра главним језгром блискоисточне и оријенталне музике јер има огроман утицај на регион због популарности и огромног утицаја египатске кинематографије и музичке индустрије, захваљујући политичком утицају који Египат има на своје суседне земље, али и због чињенице да Египат има најуспешније музичаре и композиторе у региону, посебно у 20. веку, многи од њих су стекли међународни успех. Тонску структуру музике на Истоку дефинише макамат, сличан западним модусима, док је ритам на истоку вођен ика'ат-ом, стандардним ритмичким модусима формираним комбинацијама акцентованих и ненаглашених тактова и одмора.

## Историја
Стари Египћани су заслуге за проналазак музике приписали богињи Бат. Култ слепог миша је на крају синкретизован у култ Хатора јер су обоје били приказани као краве. Веровало се да је Озирис користио Хаторову музику као део својих напора да цивилизује свет. Богиња-мачка Баст се такође сматрала богињом музике у старом Египту.

### Неолитски период
У праисторијском Египту, музика и певање су се обично користили у магији и ритуалима. Ритмови у то време били су неразноврсни и музика је служила за стварање ритма. Мале шкољке су коришћене као звиждаљке.

### Прединастички период
Током преддинастичког периода египатске историје, погребни напеви су и даље играли важну улогу у египатској религији и били су праћени клапама или флаутом. Упркос недостатку физичких доказа у неким случајевима, египтолози теоретизирају да се развој одређених инструмената познатих из периода Старог краљевства, као што је флаута на крају, одвијао у то време.

### Старо краљевство
Докази о музичким инструментима сигурније су потврђени у Старом краљевству када су се свирале харфе, флауте и двоструки кларинети. Удараљке и лауте у оркестре су додате током Средњег краљевства. Чинеле су често пратиле музику и плес, баш као и данас у Египту.

### Средњовековна музика
Рана блискоисточна музика је била под утицајем византијских и римских облика, који су и сами били под јаким утицајем раније грчке, семитске и староегипатске музике.
Египћани у средњовековном Каиру веровали су да музика има сувише моћан утицај на страсти и наводи људе у весеље, расипништво и порок. Међутим, Египћани су углавном волели музику. Иако, према Е.В. Лејну, ниједан човек са смислом никада не би постао музичар, музика је била кључни део друштва. Занатлије свих занимања користиле су музику током рада, а у школама су учили Куран певањем.
Музика средњовековног Египта је изведена из древних египатских и византијских традиција. Лејн је рекао да је најупечатљивија особеност арапског музичког система подела тонова на терце, иако данас западни музиколози више воле да кажу да су тонови арапске музике подељени на четвртине. Песме овог периода биле су сличне по звуку и једноставне, у малом распону тонова. Египатске песме, иако једноставне по форми, певачице су улепшавале начином певања. Изразито изговарање и дрхтав глас такође су карактеристике египатског певања.
Мушки професионални музичари током овог периода звали су се Алатеејех (множина) или Алатее (једнина), што значи свирач(и) на инструменту. Међутим, ово име се односи и на вокалисте и на инструменталисте. Овај положај сматран је неугледним и ниским. Међутим, музичари су певали или свирали на забавама како би забавили друштво. Углавном су зарађивали три шилинга по ноћи, али су више зарађивали од прилога гостију.
Професионалне музичарке звале су се Авалим (множина) или Ал’мех, што значи учена жена. Ове певачице су често ангажоване поводом прославе у харему неког имућног човека. Нису биле у харему, већ у једној просторији која је била сакривена параваном да их не виде ни харем ни господар куће. Авалим су биле више плаћене од мушких извођача и више цењене од Алатеејеха. Лејн наводи пример женске извођачице која је толико одушевила своју публику да је зарадила око педесет гвинеја за ноћни наступ од гостију и домаћина, који се сами не сматрају богатима.

### Модерна египатска класична и поп музика
У другој половини 19. века појавио се египатски фолк улични музички бенд Хасабалах, жанр популарне импровизацијске народне музике лимених дувачких оркестара, коју су покренули кларинетиста Мохамед Хасабалах и његов бенд заснован на традиционалној музици Египћана. Бенд је свирао у музичкој и забавној четврти у Каиру у улици Мохамеда Алија. Типична постава трубе, тромбона, баса и добоша, била је популарна, на пример на породичним догађајима, више од једног века, и још увек се свира.
Египатска музика је почела да се снима још 1910-их. Египћани су одувек изражавали себе и свакодневни живот кроз музику. До 1930-их, египатска класична музичка традиција је већ напредовала, усредсређена на град Каиро. Уопштено говорећи, модерна египатска музика спаја своје богате аутохтоне традиције, са неким западним елементима који су помогли у стварању египатске поп музике.
Од краја Првог светског рата, неке од највећих музичких звезда Блиског истока били су Египћани. Савремена класична египатска музика води своје почетке до стваралаштва традиционалних класичних египатских музичара Абду Ел Хамулија, Алмаза и Махмуда Османа, као и каснијег дела најзначајнијих египатских композитора и певача 20. века, као што су Сајед Дарвиш, Ум Култум, Мохамед Абдел Вахаб, Абдел Халим Хафез и Балиг Хамди. Већина ових звезда, укључујући Ум Култум, Абдела Халима, Фавзија и многе друге, били су део традиционалне египатске музике. Неки, попут Абд ела Халима Хафеза, били су повезани са египатским националистичким покретом из 1952. године.
Фатма Саид, рођена у Каиру, била је први египатски сопран који је певао у Миланској скали, у Милану, и од 2016. до 2018. учествовала је у музичком програму Би Би Си Радио 3.

## Западна класична музика
Западна класична музика је уведена у Египат, а средином 18. века Египћани су постепено усвајали инструменте као што су клавир и виолина. Опера је такође постала све популарнија током 18. века, а Аида Ђузепеа Вердија са египатском тематиком премијерно је изведена у Каиру 24. децембра 1871. године.
Почетком 20. века, прва генерација египатских композитора, укључујући Јусефа Грајса, Абу Бакра Каирата и Хасана Рашида, почела је да пише за западне инструменте. Друга генерација египатских композитора укључивала је значајне уметнике као што је Гамал Абделрахим. Репрезентативни композитори треће генерације су Ахмед Ел-Саеди и Рагех Дауд. Почетком 21. века, чак и четврта генерација композитора као што је Мохамед Абделвахаб Абделфатах (са Конзерваторијума у Каиру) привукли су међународну пажњу.

## Религијска музика у Египту
Духовна музика остаје суштински део традиционалних суфијских муслиманских и коптских хришћанских прослава званих мулиди. Мулиди се одржавају у Египту како би прославили свеца одређене цркве или узвишене локалне муслиманске личности. Муслимански мулиди су повезани са суфијским зикр ритуалом. Египатска флаута, названа неј, обично се свира на мулидима. Литургијска музика Александријског обреда такође представља важан елемент египатске музике и каже се да је сачувала многе карактеристике древне египатске музике.

## Народна музика
Египатска народна музика, укључујући традиционалне суфијске зикр ритуале у Египту, најближи је савремени музички жанр староегипатској музици, пошто је сачувала многе њене карактеристике, ритмове и инструменте.

## Оживљавање народа и корена
У 20. веку је Каиро постао повезан са оживљавањем корена. Музичари из целог Египта одржавају живе народне традиције, као што су рурални Египћани, Саи'ди, и у мањој мери мањине попут народа Сиве, египатских Рома, Синавија и Нубијаца. Мешавине фолка и попа такође су постале хитови у Каиру.
Од Насерове ере, египатска поп музика постаје све важнија у египатској култури, посебно међу великом омладинском популацијом Египта. Египатска народна музика се и даље пушта током венчања и других традиционалних свечаности. У последњој четвртини 20. века, египатска музика је била начин покретања друштвених и класних питања. Међу неким од најпопуларнијих египатских поп певача данас су Шерин Абдел-Вахаб, Мохамед Мунир и Амр Дијаб.
Савахли (приобална) музика је врста популарне египатске музике са северне обале земље, а заснива се на инструментима древног Египта, углавном симсимије, који је аутохтони египатски жичани инструмент који вуче корене из древног Египта, он--- симсимија---је вероватно стигла на северну обалу земље из долине Нила у 19. веку од стране египатских радника у Суецком каналу. Познати египатски бендови који користе симсимиију као главни инструмент укључујући бенд Ел-Танбура, користи и друге древне египатске инструменте.

### Саиди (Горњоегипћани)
Египатски музичари из Горњег Египта свирају облик народне музике под називом Са‘иди која потиче из Горњег Египта. Меткал Кенавијеви музичари са Нила су најпопуларнија група Са‘иди, а влада их је изабрала да представљају египатску народну музику у иностранству. Провели су више од три деценије на турнеји по Европи наступајући на разним фестивалима и музичким догађајима. Остали извођачи су Шукуку, Ахмад Исмаил, Омар Гарзави, Сохар Магди и Ахмед Мегахид.

### Нубијци
У Египту, Нубијци су пореклом из јужног дела Асуана, иако неки живе у Каиру, Александрији и другим градовима. Нубијска народна музика се још увек може чути, али миграције и међукултурални контакт са египатским и другим музичким жанровима су произвели нове иновације. Напори Али Хасана Кубана учинили су га сталним местом на етно сцени, док су друштвене критике и софистицирани поп Мохамеда Мунира учинили звездом међу Нубијцима, Египћанима и другим људима широм света. Ахмед Муниб, ментор Мохамеда Мунира, био је далеко најистакнутији нубијски певач који се појавио на египатској музичкој сцени, певајући како на египатском арапском тако и на свом матерњем Нобину. Хамза Ел Дин је био још један популарни нубијски египатски уметник, добро познат на светској музичкој сцени.

## Египатски музички инструменти
Типичан египатски ансамбл раног 20. века се састојао од уда, кануна, виолине, неја и виолончела.
Многи од савремених инструмената, како на Истоку тако и на Западу, вуку корене из старог Египта, а многи древни египатски инструменти се и данас користе у Египту, као што су дарбука, симсимија, египатски неј, између осталих инструмената.
Током Абасида и османске династије Египат је био једно од главних музичких средишта на Блиском истоку и стога је након пада Османског царства 1923. године Египат постао престоница музике на арапском говорном подручју где су се свирали класични инструменти као што су уд, канун и неј. Типичан такт (ансамбл) састојао се од свирача уда, кануна, неја и виолине. Такт (буквално значи софа) је био најчешћи облик ансамбала почетком 20. века пре усвајања више оркестарских инструмената које су увели композитори као што су Мохамед Ел Касабги, Риад Ел Сунбати и Мохамед Абдел Вахаб.

## Реконструкција староегипатске музике
У 20. и раном 21. веку, интересовање за музику фараонског/староегипатског периода почело је да расте, инспирисано истраживањима музиколога рођених у иностранству као што је Ханс Хикман, који је живео и радио у Египту. Почетком 21. века, египатски музичари и музиколози предвођени египатским професором музикологије Хаиријем ел Малтом са Универзитета Хелван у Каиру почели су да реконструишу музичке инструменте старог Египта, пројекат који је у току.
- Сломљени египатски систрум
- Египатски систрум
- Збирка систрума у Лувру
- Староегипатска дуга фрула
- Староегипатски жичани инструменти
- Стари Египћанин са двостраним бубњем
- Староегипатски музички бенд
- Египатска лира касног стила
- Стара Египћанка која свира бубањ
- Египатска лира